# Tasmanian Museum and Art Gallery
Le Tasmanian Museum and Art Gallery (TMAG) est un musée situé à Hobart, en Tasmanie, État australien et île australienne situé au sud-est de ce pays. Le musée a été créé en 1848, par la Royal Society of Tasmania, la plus ancienne société royale en dehors de l'Angleterre. Il est consacré notamment (mais pas uniquement) au patrimoine des aborigènes de Tasmanie, et à l'art colonial tasmanien.

## Histoire
Le musée est officiellement créé en 1848, bien que les collections qu'il héberge aient été créées plus tôt. Il fusionne un certain nombre de collections disparates, y compris celles de la Royal Society of Tasmania, de Mechanics 'Institution de Hobart, de la Van Diemen's Land Agricultural Society et de la Van Diemen's Land Scientific Society, chacun de ces organismes ayant tenté de fonder un musée avant cette date.

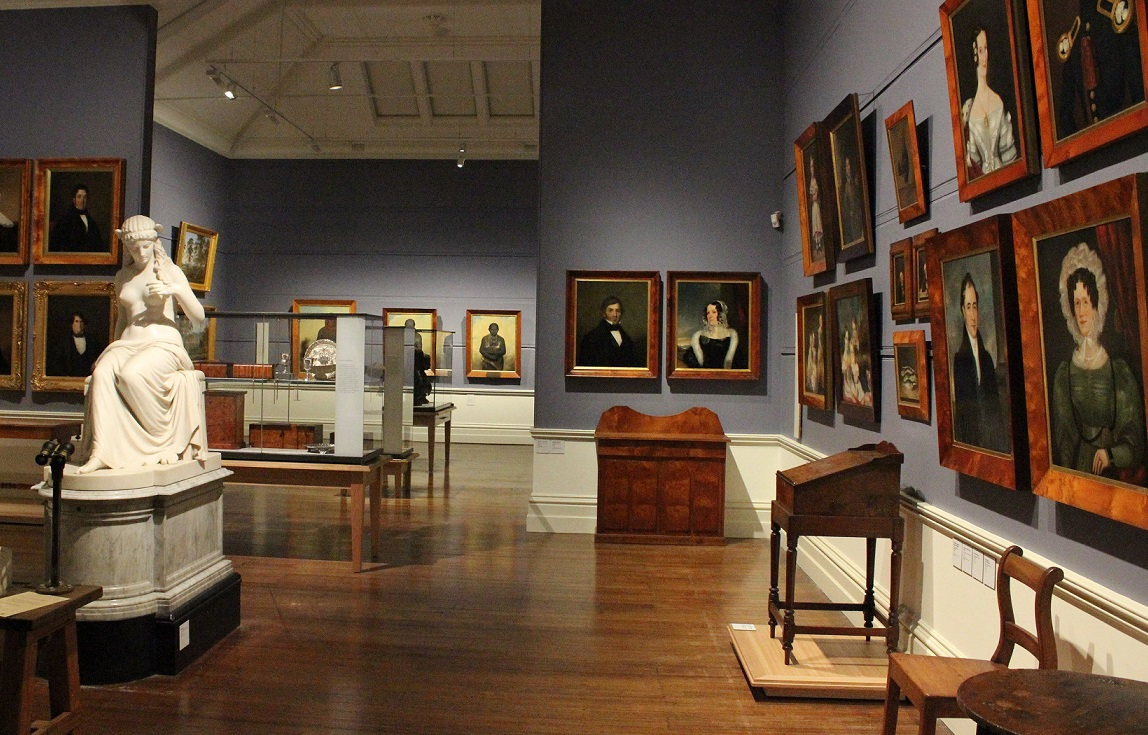
Salle du musée (la salle Henry Hunter)

Sir John Eardley-Wilmot, à l'époque lieutenant-gouverneur de Tasmanie, mène une grande partie de la constitution de ce musée. L'institution est notée comme étant en place dans les publications de 1848  de la Société Royale de Tasmanie (Royal Society of Tasmania), bien que Wilmot ait fait la majeure partie du travail en 1843 et ait essayé de l'installer initialement dans un site du Secrétaire du Gouverneur, devenu maintenant le Royal Tasmanian Botanical Gardens. En 1838, l'Institution des mécaniciens (Mechanics 'Institution) avait déjà reçu un accord du gouvernement pour la construction d'une salle à la douane destinée à servir de musée. Plusieurs bâtiments sont successivement utilisés. En 1854, le musée attire plus de 1000 visiteurs par an pour la première fois. En 1861, après un certain nombre d'années, des fonds sont alloués par le gouvernement de l'État pour construire un musée et la Royal Society organise un concours d'architecture. Henry Hunter remporte ce concours pour la conception d'un bâtiment permanent. Henry Young, gouverneur de Tasmanie, en pose la première pierre cette même année. Le musée est achevé en 1862 et une première exposition d'art commémorative est organisée. L'objectif de cette exposition est d'amasser des fonds pour l'aménagement intérieur du bâtiment, car l'argent alloué par l'État ne couvre que la construction du bâtiment. En 1884, Alexander Morton, précédemment conservateur adjoint de l'Australian Museum, est nommé conservateur,.